# Provinz Crotone
Die Provinz Crotone (italienisch Provincia di Crotone) ist eine der fünf Provinzen der italienischen Region Kalabrien. Hauptstadt ist Crotone. Sie hat 161.479 Einwohner (Stand 31. Dezember 2024) in 27 Gemeinden auf einer Fläche von 1716 km².
Die Provinz wurde am 6. März 1992 aus der Provinz Catanzaro ausgegliedert.

## Größte Gemeinden

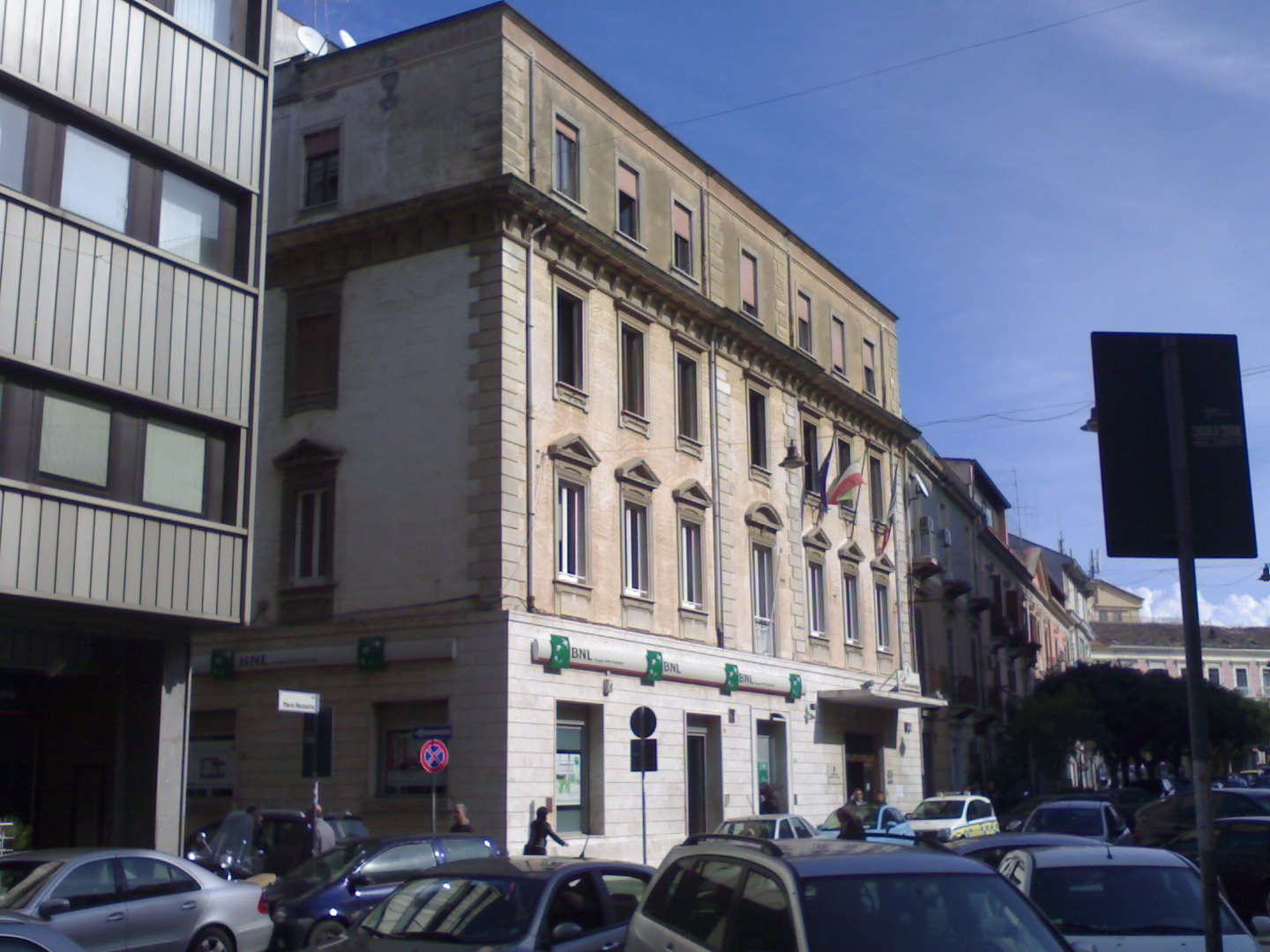
Palazzo della Provincia di Crotone

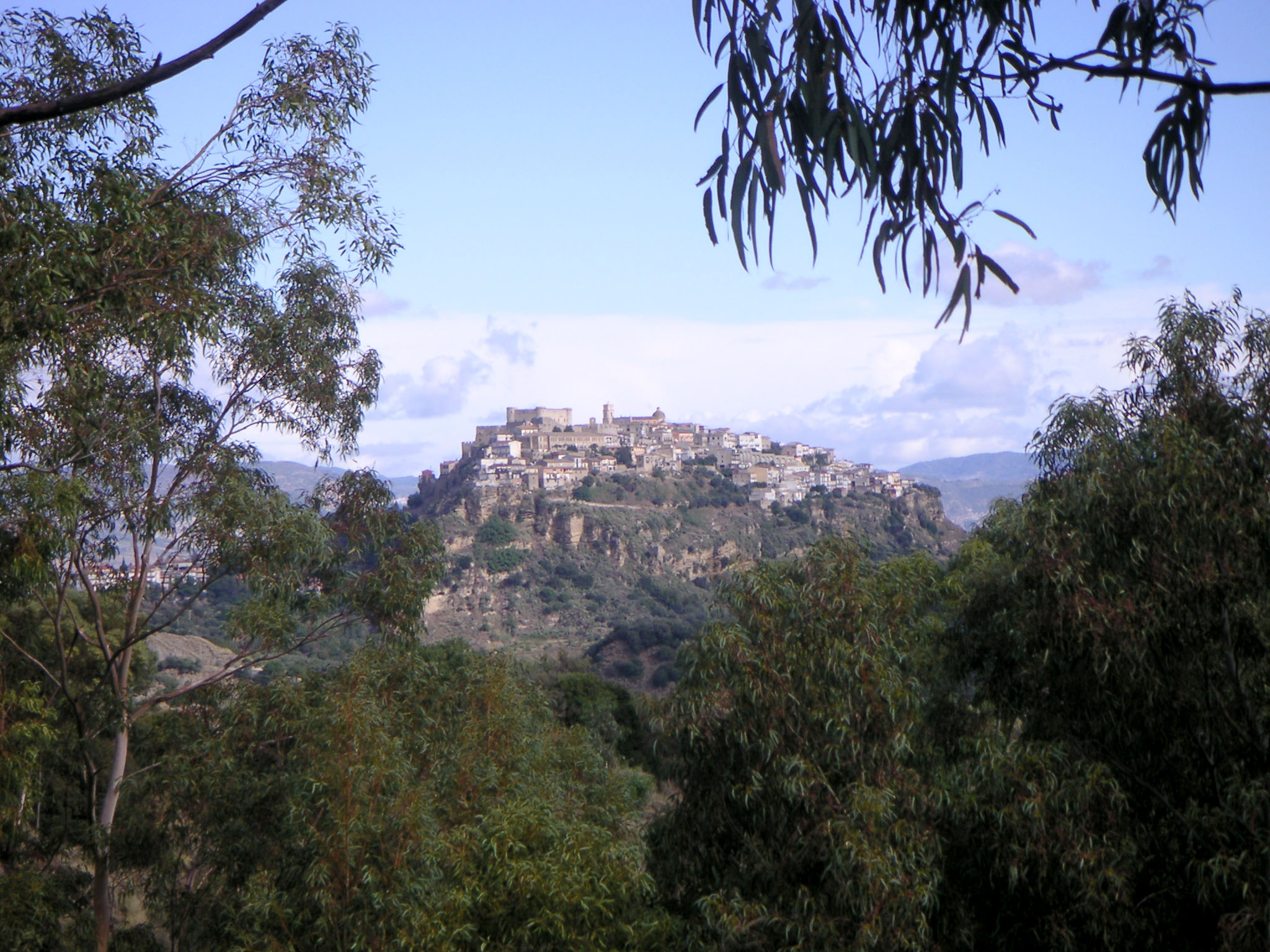
Blick auf Santa Severina in der Provinz Crotone

(Einwohnerzahlen Stand 31. Dezember 2024)
| Gemeinde              | Einwohner |
| --------------------- | --------- |
| Crotone               | 58.181    |
| Isola di Capo Rizzuto | 18.320    |
| Cirò Marina           | 14.134    |
| Cutro                 | 9222      |
| Petilia Policastro    | 8492      |
| Strongoli             | 6162      |
| Mesoraca              | 5699      |
| Rocca di Neto         | 5245      |
| Cotronei              | 5138      |